# Puhački orkestar Grada Pule
Puhački orkestar grada Pule je simfonijski orkestar osnovan 1993. godine. Član je istoimene udruge koja ima sjedište u Rojcu u Puli.
Repertoar Puhačkog orkestra je zahtjevan, bogat i stilski raznolik. Posebnu kvalitetu orkestru daju petnaest članova vrsnih solista. Ljubav prema glazbi, dobra organizacija rada, stručnost dirigenata Ante Dobronića i Branka Okmace, prostor u kojem se svakodnevno vježba i posebno briga o mladim članovima, dali su i rezultate - od svog osnutka do danas orkestar je značajan kulturni činitelj u Puli, Istri i Hrvatskoj. 
Puhački je orkestar i jedan od najboljih takvih orkestara u zemlji što potvrđuju osvojene zlatne plakete na natjecanju puhačkih orkestara Republike Hrvatske. 
Dosad je izvedeno više od 330 nastupa, protokolarnih, promenadnih i svečanih koncerata, uz sudjelovanje poznatih pulskih solista.

## Vanjske poveznice
|  | Zajednički poslužitelj ima još gradiva o temi Puhački orkestar grada Pule |

- Puhački orkestar grada Pule  Arhivirana inačica izvorne stranice od 21. listopada 2010. (Wayback Machine)